# Fresko
Fresko — настільна гра, що вийшла у 2010 році під видавництвом Queen Games і розрахована на 2-4 гравців. Автори гри — Марко Русковскі та Марсель Зюссельбек. Гравці беруть на себе ролі реставраторів фресок епохи Ренесансу, які працюють над великим стельовим розписом у соборі.
У 2010 році гра посіла перше місце на Deutscher Spiele Preis та була номінована на Spiel des Jahres. Ілюстрації, створені Олівером Шлеммером, отримали нагороду Graf Ludo у категорії сімейних ігор.

## Вміст
| - Двостороннє ігрове поле - Ігрові елементи з дерева: - 78 кольорових каменів - по 17 штук синього, жовтого і червоного кольорів - по 9 штук зеленого, фіолетового і оранжевого кольорів - 4 нейтральні помічники - 20 помічників, по 5 у кожному з 4 гравцівських кольорів - 12 фігур малярів, по 3 у кожному гравцівському кольорі - 1 єпископ | - Ігрові елементи з картону: - 14 ринкових плиток - 25 плиток фресок (цінність від 3 до 11) - 60 монет - 36 штук по 1 - 16 штук по 5 - 8 штук по 10 - 4 малі екрани - 4 великі екрани - 4 планшети дій - 4 карти з таблицями змішування кольорів | - 1 мішечок - 1 інструкція, 8 сторінок формату A4 (кольорова) |

### Модулі

#### Модуль 1: Портрети
- 18 карт портретів

#### Модуль 2: Завдання єпископа
- 12 плиток завдань

#### Модуль 3: Особливі змішування фарб
- 7 плиток фресок (цінність від 13 до 24)
- 12 кольорових каменів, по 6 штук коричневого і рожевого кольорів
- 4 розширені таблиці змішування (зворотний бік стандартних таблиць)
- 1 плитка вівтаря
- 1 додатковий буклет, 4 сторінки формату A4 (кольоровий)

## Опис
Гравці повинні спочатку вибрати, коли почати свій робочий день. Чим раніше вони починають, тим гірший настрій у їхніх помічників і тим дорожчі фарби на ринку. Але ранній початок дає більший вибір на ринку, і художник може реставрувати найвигідніші ділянки фрески. Крім того, малюючи портрети, гравці заробляють гроші для купівлі фарб, а також можуть посилати помічників до театру, щоб підняти їхній настрій. Якщо настрій надто низький, один помічник не буде доступний, але при хорошому настрої нейтральні помічники допомагають майстру. Гра триває, поки на ігровому полі не залишиться шість або менше плиток фресок. Перемагає гравець із найбільшою кількістю очок, зароблених за завершені частини фрески або реставрацію вівтаря. Три модулі (Портрети, Завдання єпископа і Особливі змішування фарб) додають нові елементи до гри.

## Кількість гравців
Ігрове поле є двостороннім, з окремими планами для трьох і чотирьох гравців. Якщо грають лише двоє, вони використовують план для трьох і додають «Леонардо» як «мовчазного учасника», яким по черзі керують обидва гравці за спрощеними правилами.

## Нагороди
- 2010: Номінація на Spiel des Jahres [1]
- 2010: Переможець Deutscher Spiele Preis
- 2010: Переможець Graf Ludo
- 2010: Переможець Pfefferkuchel
- 2010: Номінація на Nederlandse Spellenprijs
- 2010: Номінація на International Gamers Award
- 2010: Номінація на Gouden Ludo [2]
- 2010: Номінація на Premio Juego del Año
- 2010: 7 місце на Japan Boardgame Prize
- 2011: Номінація на As d’Or – Jeu de l’Année

## Додаткові модулі
Існують три додаткові модулі (4, 5 і 6), які можна комбінувати з основною грою або між собою.
Модуль 4 (Криниця бажань)«Киньте щасливу монету в криницю бажань, і щось вам обов'язково пощастить. Можливо, ви знайдете гаманець у театрі та отримаєте винагороду, або ж доброзичливий продавець на ринку подарує вам додатковий колір…»
Модуль 5 (Золотий лист)«Придбайте золотий лист на певних ринкових ділянках, щоб вдосконалити свої фарби. Єпископ буде в захваті!» 
Модуль 6 (Склярі)«Придбайте скло різних кольорів і встановіть вікна у стінах собору, щоб навіть найпростішу частину фрески освітило прекрасне світло!»

## Ексклюзивні додаткові модулі
У жовтні 2010 року на ігровій виставці Spiel '10 в Ессені було представлено модуль 7 «Сувої», який пізніше став доступним як офіційне доповнення від Queen Games. Кожен гравець отримує два сувої, що позначають частини фрески. Реставруючи ці ділянки, гравець отримує додаткові 2 очки. У жовтні 2011 року на виставці Spiel '11 був доступний модуль 8 «Благодать єпископа», який додає таємні плитки до фрески. Реставрація цих ділянок приносить додаткові нагороди.

## Big Box
Через платформу Kickstarter було профінансовано випуск «Fresko Big Box», яка включає всі 10 модулів. Вона вийшла 2 червня 2014 року. 